# Guy Thauvette
Guy Thauvette (1944. március 19. –) kanadai színész Pointe-des-Cascadesből. Legismertebb szerepét a Infiltration című filmben játszotta, melyért 2018-ban a 20. Quebec Cinema Awards legjobb férfi mellékszereplő díjra jelölték. Másik ismert filmje a A Sunday in Kigali, ahol Roméo Dallaire szerepét játszotta.

## Filmográfia
| Év   | Cím                                      | Szerep                 |
| ---- | ---------------------------------------- | ---------------------- |
| 1967 | The Big Rock (Le Grand Rock)             |                        |
| 1971 | The Great Ordinary Movie                 |                        |
| 1972 | Montreal Blues                           |                        |
| 1975 | Confidences of the Night                 |                        |
| 1976 | The Absence                              | François               |
| 1977 | The Machine Age                          |                        |
| 1980 | The Handyman                             | Kártya játékos         |
| 1980 | The Red Kitchen                          | Thibault Frenette      |
| 1983 | Lucien Brouillard                        |                        |
| 1983 | Maria Chapdelaine                        | Esdras                 |
| 1985 | Pale Face                                | Richard                |
| 1986 | Anne Trister                             | Thomas                 |
| 1987 | Brother André                            | Dr. Parizeau           |
| 1987 | In the Shadow of the Wind                | Patrick Atkins         |
| 1988 | The Rainbow Warrior Conspiracy           | Manignet               |
| 1989 | Sous les draps, les étoiles              |                        |
| 1990 | Blizzard                                 |                        |
| 1990 | Cargo                                    | Marcel                 |
| 1992 | La Fenêtre                               | Louis                  |
| 1993 | Thirty Two Short Films About Glenn Gould |                        |
| 2002 | Waterfront Dreams (Au fil de l'eau)      | Simon                  |
| 2002 | Kapj el, ha tudsz                        | Warden Garren          |
| 2004 | L'Espérance                              | Valentin Deuxmontagnes |
| 2004 | Looking for Alexander                    | Joseph                 |
| 2006 | A Sunday in Kigali                       | Roméo Dallaire         |
| 2006 | A Family Secret                          | Jos                    |
| 2008 | Baseball álmok                           | M. Audet               |
| 2008 | Halálos közellenség - Public Enemy       | Le directeur de l'USC  |
| 2008 | The Deserter                             | Pierre Lacasse         |
| 2012 | L'Affaire Dumont                         | Michel Proulx bíró     |
| 2013 | Vic and Flo Saw a Bear                   | Yvon Champagne         |
| 2014 | The Outlaw League                        | Jérémie                |
| 2015 | Endorfin                                 | Mr. Porter             |
| 2017 | Barefoot at Dawn                         | Oncle Richard          |
| 2017 | Infiltration                             | Turcotte               |
| 2019 | Cash Nexus                               | Emmanuel               |
| 2019 | I'll End Up in Jail                      | Ti-B Gaboury           |
| 2020 | Máfia Sm                                 | bíró                   |
| 2020 | The Vinland Club                         | Frère Rosea            |
| 2021 | Norbourg                                 |                        |
| 2023 | A szerelem természete                    |                        |
| 2023 | Vörös szobák                             |                        |

## Fordítás
Ez a szócikk részben vagy egészben  a   Guy Thauvette című angol Wikipédia-szócikk ezen változatának fordításán alapul.  Az eredeti cikk szerkesztőit annak laptörténete sorolja fel. Ez a jelzés csupán a megfogalmazás eredetét és a szerzői jogokat jelzi, nem szolgál a cikkben szereplő információk forrásmegjelöléseként.